# Pogonognathellus flavescens
Pogonognathellus flavescens ist eine Art der zu den Springschwänzen gehörenden Ringelhörnler und in Europa und Nordamerika verbreitet.

## Merkmale
Die Körperlänge beträgt 4–4,5 mm, andere Angaben sprechen auch von 3,5 mm. Die Grundfarbe des Körpers ist gelb, darauf befinden sich graue Schuppen, die den Tieren ihr typisch graues Aussehen verleihen. Die Antennen sind kürzer als der Körper und das letzte Segment der Antennen verjüngt sich zum Ende hin. Das Empdodium (Fortsatz zwischen den Klauen am Tarsus) ist kürzer als die Klauen
Ähnliche Arten
Eine ähnliche Art ist Tomocerus minor.

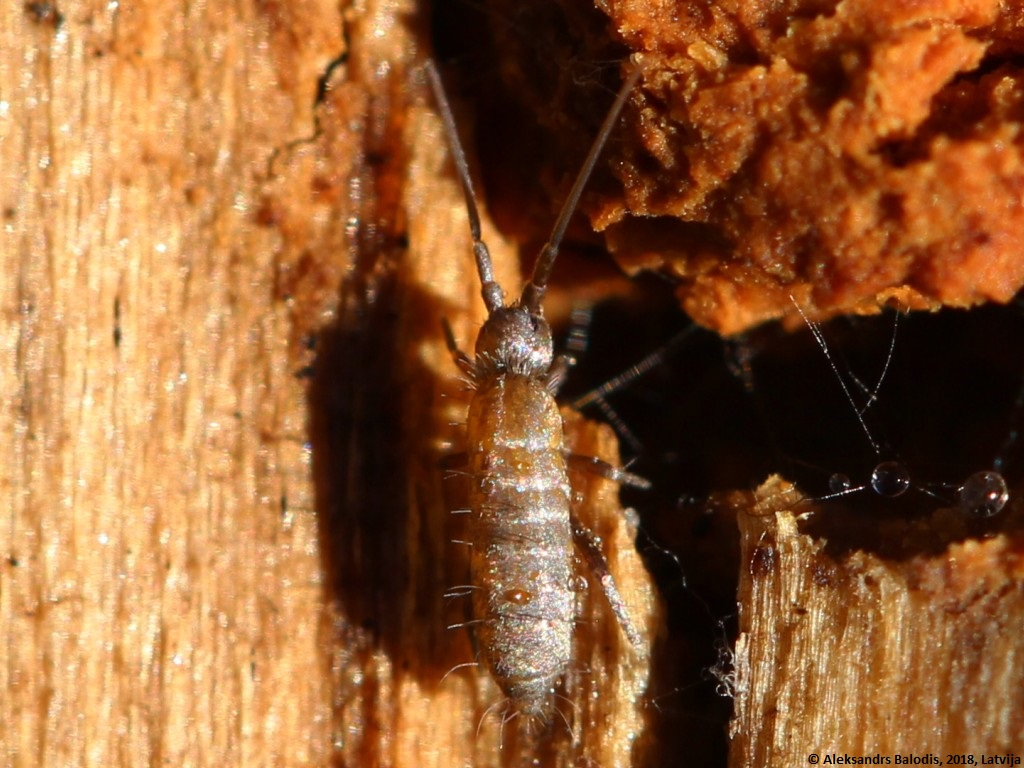
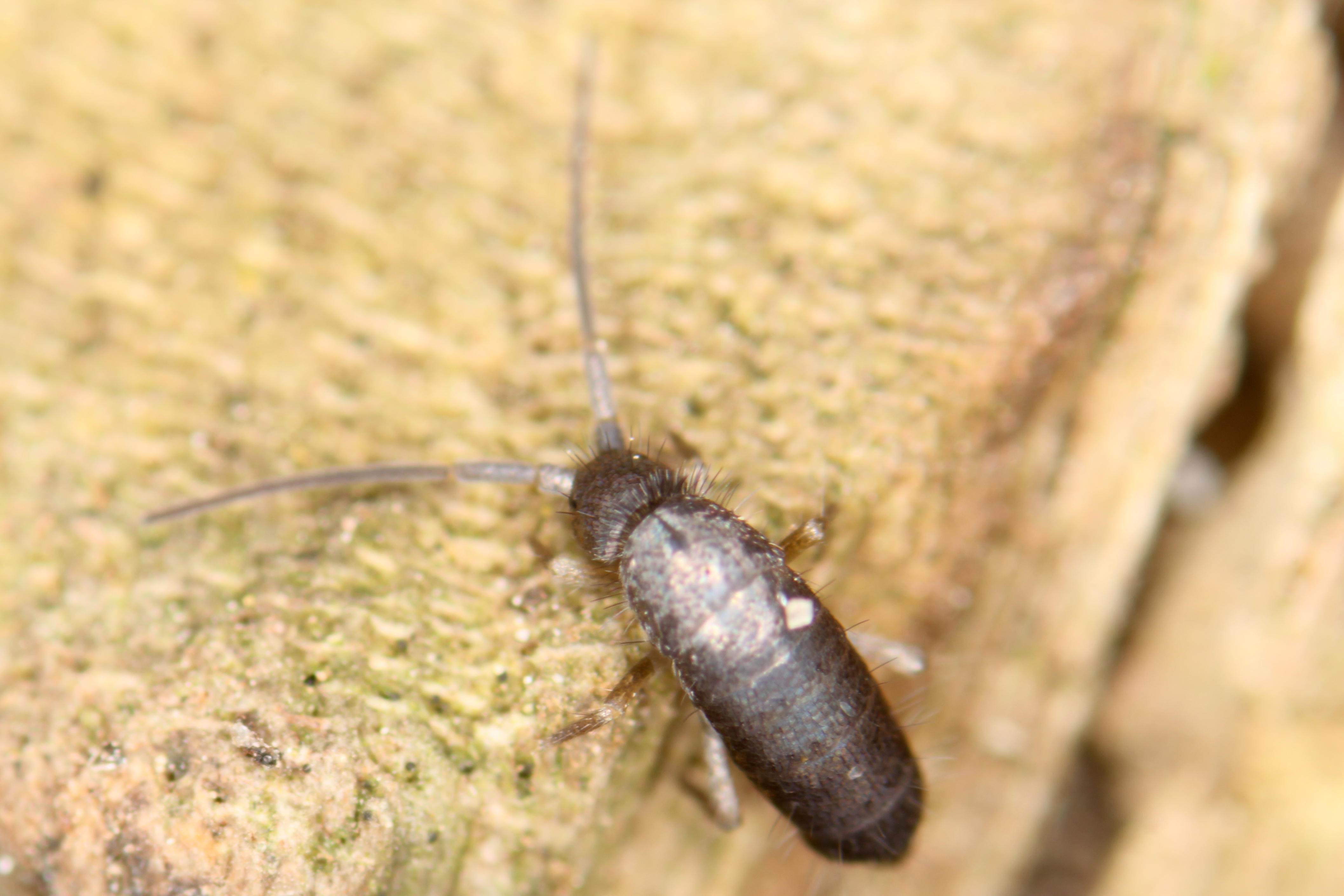
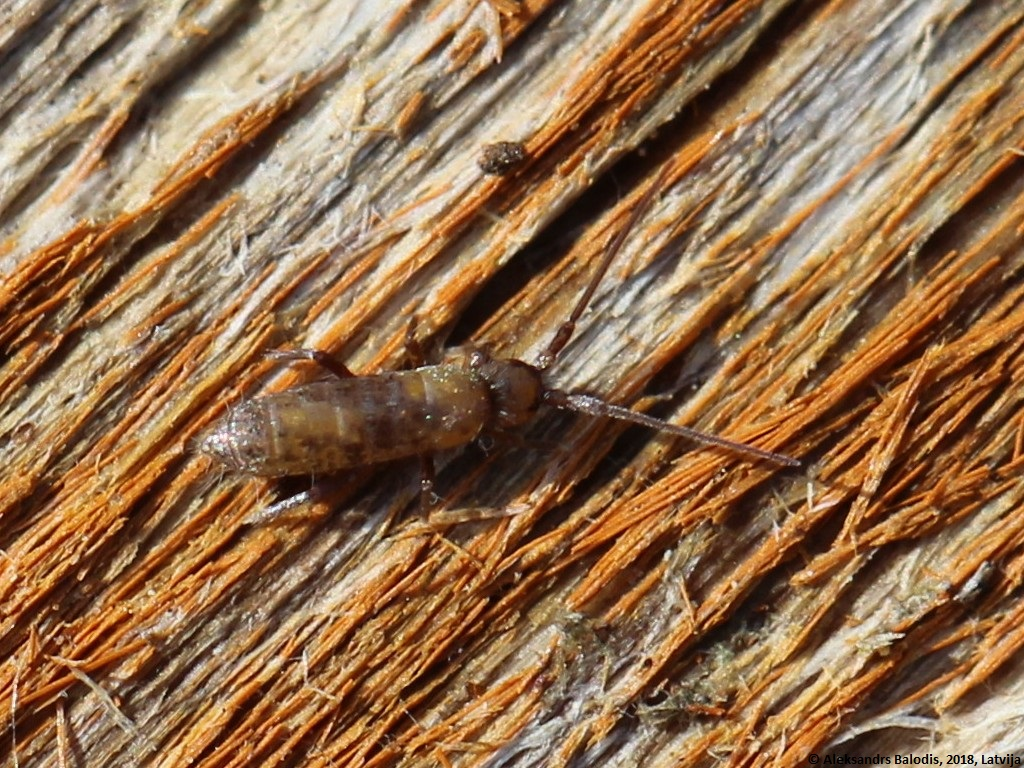
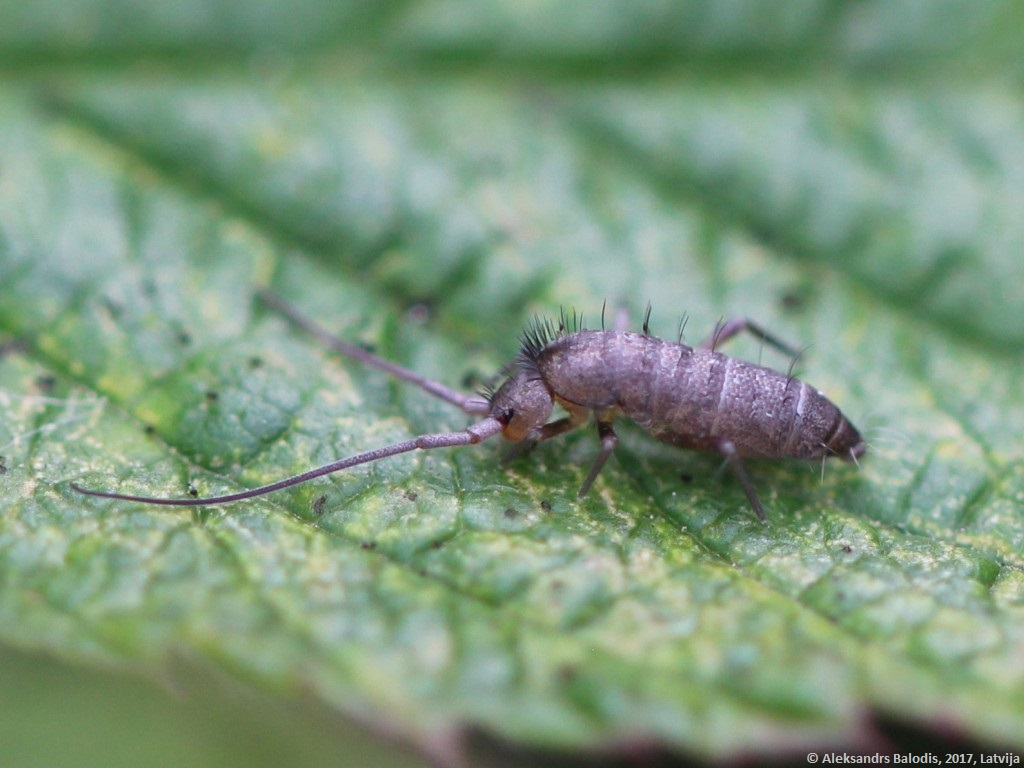
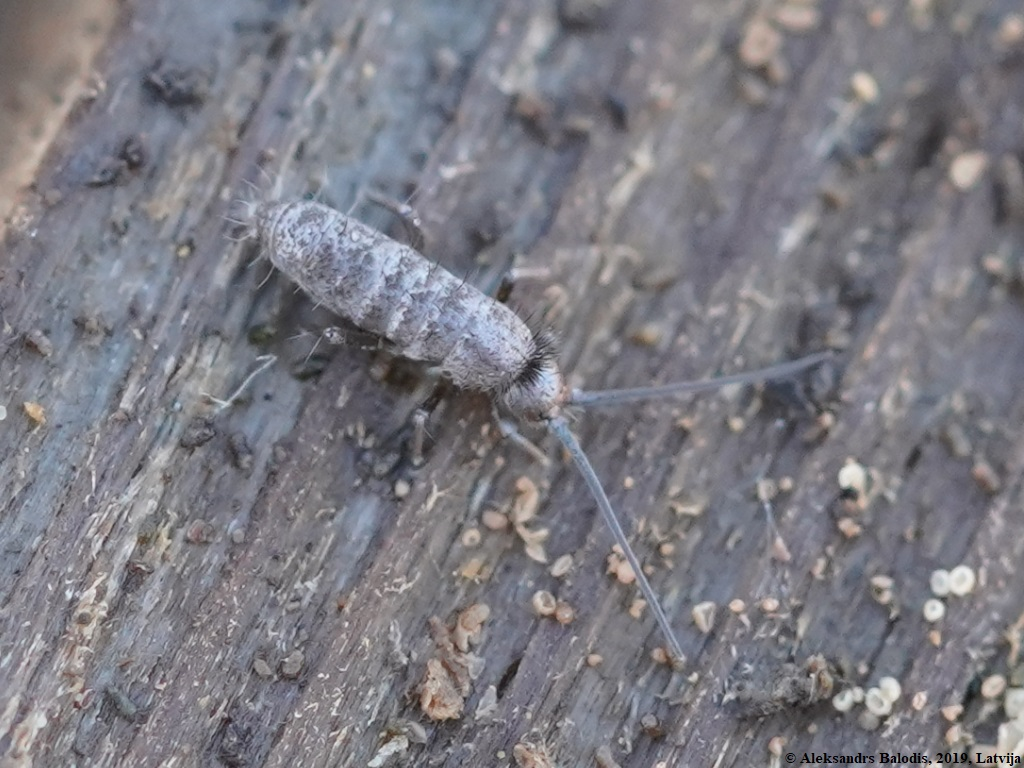

Fotogalerie

## Verbreitung
Die Art ist in Europa und Nordamerika verbreitet.
In Europa reicht das Verbreitungsgebiet von Spanien im Südwesten und Irland im Nordwesten bis nach Ungarn im Südosten und Russland (Autonomer Kreis der Chanten und Mansen/Jugra) im Nordosten. Im zentralen Süden reicht das Areal bis Südfrankreich und Ligurien, im zentralen Norden bis in die zentralen Landesteile Norwegens, Schwedens und Finnlands. Auch auf den Azoren sind Vorkommen bekannt.
In Nordamerika wurde die Art eventuell eingeschleppt. Sie besiedelt hier drei voneinander isolierte Areale. Das größte Areal befindet sich im Osten, von Neufundland und Nova Scotia (Kanada) im Nordosten über das Gebiet rund um den Ontariosee bis nach Florida im Süden, Louisiana im Südwesten, Arkansas und Missouri im Westen und Iowa im Nordwesten. Das zweite Areal zieht sich vom Gebiet um Vancouver an der Westküste entlang der Südküste Alaskas bis zu den Aleuten. Das dritte Areal liegt in Mexiko, hier lebt die Art von den zentralen Landesteilen bis Chiapas im Süden.

## Lebensraum
Die Art findet sich häufig unter Steinen, Holzstücken und unter Rinde.

## Lebensweise
Die Art ist ganzjährig zu finden.

## Taxonomie
Die Art wurde von 1871 von Tycho Tullberg als  Macrotoma flavescens erstbeschrieben. Weitere Synonyme lauten:
- Architomocerura crassicauda Denis, 1931
- Macrotoma ferruginosa C. Bourlet, 1839
- Macrotoma lepida Gervais, 1844
- Macrotoma nigra C. Bourlet, 1839
- Paratomocerus pierantonii Tarsia, 1938
- Podura communis Fourcroy, 1785
- Podura gigas O. Fabricius, 1783
- Podura longicornis O. F. Müller, 1776
- Podura plumbea R. Templeton, 1836
- Podura violacea Geoffroy
- Pogonognathellus plumbea Ågren, 1903
- Pogonognathus beckeri J. T. Salmon, 1964
- Tomocerus celer J. W. Folsom, 1902
- Tomocerus crassicauda (Denis, 1931)
- Tomocerus flavencens J. G. Palacios-Vargas, 2005
- Tomocerus flavescens
- Tomocerus lepida J. W. Folsom, 1902
- Tomocerus lubbocki Schäffer, 1900
- Tomocerus plumbeus V. Willem, 1900